# Masserberg
Masserberg es un municipio situado en distrito de Hildburghausen, en el estado federado de Turingia (Alemania). Tiene una población estimada, a fines de 2022, de 2103 habitantes.
Está ubicado a poca distancia al norte de la frontera con el estado de Baviera.